# Eucallia
Eucallia is een geslacht van kevers uit de familie van de loopkevers (Carabidae). De wetenschappelijke naam van het geslacht is voor het eerst geldig gepubliceerd in 1844 door Guerin-Meneville.

## Soorten
Het geslacht Eucallia is monotypisch en omvat slechts de volgende soort:
- Eucallia boussingaultii (Guerin, 1843)